# Madame Dubarry (1919)
Madame Dubarry (Alternativtitel: Passion)  ist ein deutscher Historienfilm von Ernst Lubitsch aus dem Jahr 1919.

## Handlung
In sieben Akten wird der folgende Inhalt dargestellt: Die arme Jeanne arbeitet im Hutmacherladen der Madame Labille. Sie und der Student Armand de Foix sind ein Paar, dennoch ist Jeanne nicht abgeneigt, als ihr der spanische Gesandte Don Diego den Hof macht. Zwischen Armand und Don Diego kommt es zum Duell, bei dem Don Diego getötet wird. Armand wird verhaftet und Jeanne die Geliebte des Grafen Guillaume Dubarry. Als Guillaume aufgrund ihres gemeinsamen verschwenderischen Lebensstils kurz vor dem Bankrott steht, schickt er seine Geliebte mit einer Bittschrift zu dem Minister des Königs, Herzog von Choiseul, der allerdings die Zahlung des erbetenen Geldes ablehnt. Auf ihrem Rückweg fällt Jeanne jedoch König Louis XV. selbst auf, der sie als Maitresse erwählt.
Als Jeanne einen beleidigenden Brief erhält, der ihr Verhältnis mit dem König verunglimpft, fordert sie Genugtuung und der König beschließt, sie offiziell bei Hofe einzuführen. Vorher braucht sie jedoch einen Adelstitel, weshalb sie sich mit Guillaumes Bruder Jean Dubarry vermählt. Als Gräfin Dubarry und Maitresse des Königs ist sie nun die mächtigste Frau Frankreichs. Armand, der auf ihr Betreiben aus dem Gefängnis freikam und einen Posten als Soldat des Königs erhalten hat, wird auf ihr Geheiß zum Leutnant der Schlosswache ernannt. Als solcher erlebt er, wie eine Gruppe gegen die Maitresse protestierender Menschen mit Waffengewalt auseinandergetrieben wird und beginnt, die ihm unbekannte Maitresse zu verabscheuen. Umso entsetzter ist er, als er in ihr seine frühere Geliebte erkennt. Er verlässt das Schloss und wendet sich an seinen Freund Paillet, einen Schuster mit kleinem Kind und kranker Ehefrau. Die Familie hat nichts zu essen, weil das Brot immer teurer und die Steuern immer höher werden. Es formiert sich eine protestierende Menge, deren Anführer Armand wird. Sie stürmen die Bäckerei und Armand wird von den Soldaten des Königs festgenommen.
Herzog von Choiseul gibt Armand zu verstehen, dass nur Madame Dubarry ihn ins Unglück gestürzt habe. Als Armand meint, dass er sich, wenn er frei wäre, an ihr rächen würde, entlässt Choiseul ihn sofort in die Freiheit. Um Schuster Paillet formiert sich eine Rebellengruppe, deren Wortführer zunächst Armand ist. Als dieser von der verkleideten Dubarry Besuch erhält, schwört er jedoch, ihr nichts zu tun. Die Rebellengruppe geht zum König, der jedoch vor ihren Augen mit schwarzen Pocken zusammenbricht. Auf eine gehässige Bemerkung hin veranlasst Madame Dubarry die Verhaftung Paillets. Der König verstirbt an seiner Erkrankung und Madame Dubarry wird vom neuen König Louis XVI. des Palastes verwiesen.
Paillets Frau stirbt und Armand verspricht ihr am Sterbebett, ihren Mann zu befreien. Die Revolution beginnt. Die Aufständischen stürmen die Bastille und befreien Paillet. Kurze Zeit später wird der König aus dem Schloss vertrieben und Madame Dubarry durch ihren Sklaven Zamor verraten. Sie wird vom Revolutions-Tribunal, dessen Vorsitz Armand hat, zum Tode verurteilt. Armand, der ihr die Flucht ermöglichen will, wird als Verräter erschossen und stirbt in ihren Armen. Kurze Zeit später wird Madame Dubarry auf dem Schafott hingerichtet.

## Produktion
Madame Dubarry wurde auf dem Ufa-Freigelände, vor der Kulisse des Neuen Palais in Potsdam und im Ufa-Union Atelier in (Berlin-)Tempelhof gedreht. Die Zensur belegte den Film im Juli 1919 mit einem Jugendverbot. Die Uraufführung des Films fand am 18. September 1919 im Ufa-Palast am Zoo in Berlin statt; es war die Eröffnung dieses bedeutenden Berliner Filmtheaters.

## Kritik
Die zeitgenössische Kritik lobte den Film:

„Ja, der Abend ist am besten gekennzeichnet als Ehrenabend Negri-Lubitsch. Lubitsch, den man als Regisseur von Carmen schon auf der Höhe seines Könnens glaubte, hat sich hier selbst übertroffen und alles bisher Geleistete vergessen gemacht vor dieser genialen Schöpfung. […] Lubitsch ist nicht ein, sondern „das“ Genie der Film-Regie und zweifellos der Erste, den wir heute haben. Ob Freund, ob Feind, wer Gräfin Dubarry sieht, muß das zugeben“

Die französische Kritik zeigte sich zunächst entsetzt, dass die französische Geschichte so kurz nach dem Ersten Weltkrieg durch Deutsche verfilmt wurde („Die graziöse und leichte Epoche Ludwig XV., wieder erweckt durch die Herren vom Sauerkraut mit ihren kleinen runden Augen und ihren schweren Bäuchen!“), befand jedoch, dass „die Ausführung, abgesehen von einigen Irrtümern, bewundernswert ist.“
Das Lexikon des internationalen Films stellte fest, dass „Lubitschs publikumswirksamer, aber reichlich bedenkenloser Umgang mit dem Thema […] in makabrem Kontrast zu den revolutionären Unruhen im Deutschland des Jahres 1919 [stand].“ Andere Kritiker betonten, dass sich „Lubitsch in den Massenszenen […] als Meister des kunstvollen und großen Arrangements [erweist].“